# Malú
Malú (María Lucía Sánchez Benítez), née à Madrid le 15 mars 1982, est une chanteuse espagnole.
Elle appartient à une famille d'artiste. En effet, est la fille de Pepe de Lucía et la nièce des guitaristes de flamenco Ramón de Algeciras et Paco de Lucía. Elle est devenue célèbre en 1998 grâce à Aprendiz, une chanson d'Alejandro Sanz.

## Discographie

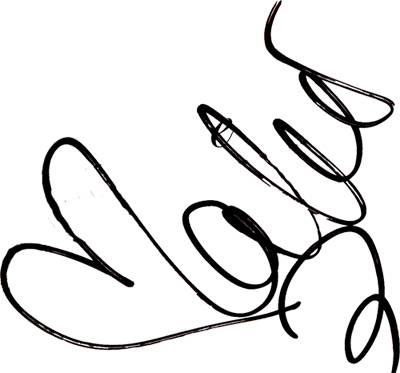
Autographe de Malú.

- Aprendiz (1998)
- Cambiarás (1999)
- Esta Vez (2001)
- Otra Piel (2003)
- Por Una Vez (2004)
- Malú (2005)
- Desafío (2006)
- Gracias (2007)
- Vive (2009)
- Guerra Fria (2010)
- Intima Guerra Fria (2011)
- Dual (2012)
- Sí (2013)
- Caos (2015)
- Oxígeno (2018)
- Mil Batallas (2021)

## Singles
- Aprendiz
- Donde quiera que estés
- Reflejo (Remix)
- Como una flor (Dance Remix)
- Lucharé
- Si tú me dejas...
- Cambiarás
- Duele
- Sin caminos
- Poema de mi corazón
- Y si fuera ella
- Sin ti todo anda mal
- Toda
- Ven a pervertirme
- Me quedó grande tu amor
- Siempre tú
- Como cada noche
- Devuélveme la vida (avec Antonio Orozco)
- No me extraña nada
- Enamorada
- Inevitable
- Cómo un ángel
- Corazón partío (avec Alejandro Sanz)
- Enamorada (avec David de María)
- Blanco y negro
- Malas tentaciones
- Por una vez
- Diles
- Te conozco desde siempre
- Sabes bien
- Si estoy loca
- No voy a cambiar
- A esto le llamas amor
- Nadie
- A prueba de ti
- Deshazte de mi
- Quiero
- Invisible (2017)

## DVD
- Por Una Vez (2004)
- Malú En Directo Tour Sí (2014)